# 岩田浩岳
岩田 浩岳（いわた ひろたか、1975年11月18日 - ）は、日本の政治家、元アナウンサー。国民民主党所属の島根県議会議員（4期）。国民民主党島根県連幹事長。妻はフリーアナウンサー（元さんいん中央テレビアナウンサー）の河野美知。

## 人物
鳥取県出身。高知大学教育学部卒業後、1999年に山陰中央テレビに入社。夕方の報道番組のアナウンサーや記者として勤務。2010年2月18日付で同社を退職。
2010年の第22回参議院議員通常選挙に島根県選挙区より民主党の公認を得て出馬を表明。当初の対立候補はかつてテレビ局勤務時代にインタビューをしたこともある自民党の青木幹雄であったが、5月に青木が病気で不出馬表明をしたことで、青木幹雄の長男の青木一彦が対立候補となった。地元テレビ局アナウンサーとしての知名度や特定郵便局長の息子ということによる郵便局からの支援期待、世襲などの古い自民党体質を批判して選挙戦を戦ったが、青木一彦に敗れて落選した。2010年9月に2011年の島根県議会議員一般選挙へ出馬、初当選。
2013年1月、小室寿明が、第46回衆議院議員総選挙での敗北の責任をとり、党県連代表を辞任。新役員体制発足に伴い、幹事長に就任した。
民進党の分裂後は国民民主党に参加し、2020年に国民民主党がさらに分裂した際は（新）国民民主党に参加した。

## 政策・主張
- 2011年3月、前原誠司外務大臣(当時)が外国人から政治献金を受け取っていたことが参議院予算委員会で追及され発覚し、この2日後に辞任した政治姿勢を評価している[3]。
- 土肥隆一がソウルでの「3・1節」の関連行事に出席し、竹島について「日本政府は歴史教科書歪曲と独島（竹島の韓国名）の領有権主張により、後世に誤った歴史を教え、平和を損なおうとする試みを直ちに中断しなければならない」と記された共同宣言に署名したことに「そもそも「日本固有の領土」との政府見解がある中で、今回の出来事はあってはならないこと」と批判し、「竹島に対する歴史認識や問題意識をしっかりと国民に持ってもらえるよう、島根から発信していくよう努めます」とブログに記した[4]。
- 選択的夫婦別姓制度導入に賛成[5]。

## 過去の担当番組
- TSKスーパーニュース
- 月刊しまね情報局
- まつえレディースハーフマラソン・第2中継車実況（2009年） - フジテレビ系列
- 生中継!!ホーランエンヤ還御祭〜伝統つむぐ水上絵巻〜・松江大橋南詰リポート（2009年5月24日）
- 誇りを受け継ぐ若者たち〜水都に響くホーランエンヤ〜・ナレーション（2009年6月13日）